# Zuzanna Pevensie
Zuzanna Pevensie – jedna z głównych postaci w książce C.S. Lewisa Opowieści z Narnii. Jej rodzeństwo to Piotr Pevensie, Edmund Pevensie i Łucja Pevensie. Jest druga w kolejności wiekowej, po Piotrze. Zuzanna jest smukłą i pełną wdzięku dziewczyną o długich czarnych włosach i błękitnych oczach.

## Lew, czarownica i stara szafa
Zuzanna jest dziewczyną, której życie opiera się na logice. Trafia jako ostatnia do Narnii, razem ze starszym bratem. Po drugiej stronie szafy odbywają długą podróż, aż do obozu Aslana, z powodu ucieczki i zdrady Edmunda. Tam wszyscy są gotowi na wojnę z Białą czarownicą. W drodze Zuzanna dostaje broń od Świętego Mikołaja. Jest nią łuk, strzały, i magiczny róg, dzięki któremu zawsze przybędzie jakaś pomoc.

## Książę Kaspian
Zuzanna wraz z rodzeństwem zostaje ściągnięta do Narnii za pomocą swojego magicznego rogu. Tam ratuje karła Zuchona. Po wysłuchaniu jego opowieści wyrusza razem z nim i swoim rodzeństwem do obozu księcia Kaspiana. W wersji filmowej z wzajemnością zakochuje się w księciu. Pod koniec książki Aslan mówi jej i Piotrowi, że oni już do Narnii nie wrócą. Przed powrotem do realnego świata daje Kaspianowi swój magiczny róg.

## Podróż „Wędrowca do Świtu”
Zuzanna wyjeżdża z rodzicami do Ameryki. Nie występuje w książce. Uchodzi za najładniejszą w rodzinie.

## Koń i jego chłopiec
Zuzanna wraz z Edmundem i innymi Narnijczykami przyjeżdża do Taszbaanu, stolicy Kalormenu. Jest gościem księcia Rabadasza, który stara się o jej rękę. Jednak Zuzanna nie zamierza brać z nim ślubu. Gdy wszystko wskazuje na to, że jeśli nie wyjdzie za Rabadasza to będzie mieć poważne kłopoty, postanawia uciec. Gdy dowiaduje się, że Rabadasz zaatakował Anward, stolicę Archenlandii, zostaje w Ker-Paravelu, podczas gdy Edmund i Łucja wyruszają na czele armii na pomoc Archenlandii.

## Ostatnia Bitwa
Aslan wzywa do Narnii wszystkich przyjaciół, w tym Zuzannę, jednak ta uważa, że Narnia to tylko zabawa i nigdy nie istniała. Nie występuje w książce.
Została w domu kiedy zdarzył się wypadek kolejowy, w którym zginęła jej rodzina. Podczas gdy oni przenieśli się do „Narnii w Narnii” ona przestała wierzyć.